# Aldo Olivieri
Aldo Olivieri (2. říjen 1910, San Michele Extra, Italské království – 5. duben 2001, Camaiore, Itálie) byl italský fotbalový brankář a později i trenér.
Aldo je považován za jednoho z nejlepších italských brankařů všech dob. Byl známý svou odvahou při utkání a stylem, který mu vynesl přezdívku Magic Cat.
S fotbalem začal v sezoně 1929/30 za Veronu. Nejvyšší ligu si zahrál prvně v sezoně 1933/34 za Padovu. Odehrál však pouze osm zápasů, protože během zápasu mu bezohledný zákrok útočníka soupeře způsobil frakturu lebky, což, jak později uvedl, že po celý život mu způsobilo silné migrény a učinilo ho to citlivým na změny klimatu. Po pouhém roce rekonvalescence a navzdory radám lékařů šel Aldo hrát do Lucchese a podařilo se mu získat postup do Serie A. V klubu zůstal 4 sezóny. Potom si jej všiml trenér národního týmu Vittorio Pozzo. V sezóně 1938/39 přišel do Turína. Po čtyřech sezonách odešel do Brescie a tam ukončil v roce 1943 hráčskou kariéru.
Za italskou reprezentací prvně hrál 15. listopadu 1936. Na MS 1938 měl být náhradníkem, jenže zranil se první brankář Carlo Ceresoli. Odchytal všechny zápasy a slavil vítězství. Celkem za národní tým odehrál 24 utkání.
Jako trenér měl největší úspěch vítězství ve druhé lize s kluby Lucchese a Triestinou. Trénoval i slavné kluby (vždy dvě sezony): Inter (2. místo, 3. místo) a Juventus (2. místo, 7. místo).

## Hráčská statistika
| Sezóna  | Klub     | Liga    | Liga   | Liga  | Ligové poháry | Ligové poháry | Ligové poháry | Kontinentální poháry | Kontinentální poháry | Kontinentální poháry | Celkem | Celkem |
| Sezóna  | Klub     | Soutěž  | Zápasy | Góly  | Soutěž        | Zápasy        | Góly          | Soutěž               | Zápasy               | Góly                 | Zápasy | Góly   |
| ------- | -------- | ------- | ------ | ----- | ------------- | ------------- | ------------- | -------------------- | -------------------- | -------------------- | ------ | ------ |
| 1929/30 | Verona   | Serie B | 5      | -?    | -             | 0             | 0             | -                    | 0                    | 0                    | 5      | -?     |
| 1930/31 | Verona   | Serie B | 31     | -?    | -             | 0             | 0             | -                    | 0                    | 0                    | 31     | -?     |
| 1931/32 | Verona   | Serie B | 31     | -?    | -             | 0             | 0             | -                    | 0                    | 0                    | 31     | -?     |
| 1932/33 | Verona   | Serie B | 32     | -?    | -             | 0             | 0             | -                    | 0                    | 0                    | 32     | -?     |
| 1933/34 | Padova   | Serie A | 8      | -14   | -             | 0             | 0             | -                    | 0                    | -0                   | 8      | -14    |
| 1934/35 | Lucchese | Serie B | 30     | -?    | -             | 0             | -0            | -                    | 0                    | -0                   | 30     | -?     |
| 1935/36 | Lucchese | Serie B | 34     | -?    | -             | 0             | -0            | -                    | 0                    | -0                   | 34     | -?     |
| 1936/37 | Lucchese | Serie A | 30     | -43   | IP            | 1             | -1            | -                    | 0                    | 0                    | 31     | -44    |
| 1937/38 | Lucchese | Serie A | 27     | -50   | -             | 0             | -0            | -                    | 0                    | 0                    | 27     | -50    |
| 1938/39 | Turín    | Serie A | 27     | -29   | IP            | 0             | -0            | -                    | 0                    | 0                    | 20     | -24    |
| 1939/40 | Turín    | Serie A | 28     | -39   | IP            | 2             | -4            | -                    | 0                    | 0                    | 23     | -29    |
| 1940/41 | Turín    | Serie A | 22     | -35   | IP            | 6             | -7            | -                    | 0                    | 0                    | 12     | -17    |
| 1941/42 | Turín    | Serie A | 4      | -8    | IP            | 0             | -0            | -                    | 0                    | 0                    | 2      | -3     |
| 1942/43 | Brescia  | Serie B | 32     | -?    | IP            | 1             | -2            | -                    | 0                    | -0                   | 33     | -?     |
| Celkem  | Celkem   | Celkem  | 341    | -218+ | -             | 10            | -14           | -                    | 0                    | -0                   | 351    | -232+  |

## Hráčské úspěchy

### Klubové
- 1× vítěz 2. italské ligy (1935/36)

### Reprezentační
- 1x na MS (1938 - zlato)
- 1x na MP (1936-1938)

## Trenérské úspěchy

### Klubové
- 2× vítěz 2. italské ligy (1946/47, 1957/58)
- 1x vítěz 3. italské ligy (1948/49)